# Championnats du Commonwealth de course en montagne et ultradistance 2009
Navigation
2011
Les championnats du Commonwealth de course en montagne et ultradistance 2009, première édition des championnats du Commonwealth de course en montagne et ultradistance, ont lieu du 17 au 20 septembre 2009 à Keswick, en Angleterre. Plus de 200 athlètes provenant de 11 états du Commonwealth y prennent part.

## Résultats
L'épreuve de 24 heures se déroule le 17 septembre sur un circuit de 1 005 m près de Fitz Park. L'Australien Martin Fryer remporte la course avec 255,934 km, la meilleure performance du Commonwealth. Jo Blake et John Pares complètent le podium masculin. Chez les femmes, c'est l'Anglaise Sharon Gayter qui est sacrée devant Vicky Skelton et Susannah Harvey Jamieson. 42 athlètes rallient la ligne d'arrivée.
Les épreuves de course en montagne consistent en une course classique de montée sur la montagne Skiddaw le 18 septembre. Le parcours masculin mesure 12 km de long pour 931 m de dénivelé. Le parcours féminin mesure 8 km. Le Kényan Wilson Chemweno crée la surprise en s'imposant devant le sextuple champion du monde de course en montagne Jonathan Wyatt avec plus d'une minute d'avance. Le Canadien Kris Swanson complète le podium. Chez les femmes, c'est la traileuse Anna Frost qui remporte la victoire devant les Anglaises Katie Ingram et Rebecca Robinson.
Le 19 septembre a lieu la course en montagne avec montée et descente sur la colline de Latrigg. Le Kényan Wilson Chemweno s'impose à nouveau. Les Anglais Adam Grice et Billy Burns complètent le podium. Après sa deuxième place la veille, Katie Ingram remporte la victoire féminine devant sa compatriote Sarah Tunstall. La Kényane Pamela Bundotich décroche la médaille de bronze,.
La course de 100 km a lieu le 20 septembre. Le parcours consiste en 7 boucles de 10 km avec une section supplémentaire de 15 km à parcourir au départ et à la fin. L'Anglais Jez Bragg remporte la victoire en 7 h 4 min 1 s devant ses compatriotes Matthew Giles et Matthew Linas. L'Australienne Jackie Fairweather remporte la victoire féminine en 7 h 41 min 23 s. Elle devance l'Anglaise Emma Gooderham et l'Écossaise Lucy Colquhoun.

### 24 heures
| Rang               | Athlète         | Distance   |
| ------------------ | --------------- | ---------- |
| Médaille d'or      | Martin Fryer    | 255,934 km |
| Médaille d'argent  | Jo Blake        | 249,106 km |
| Médaille de bronze | John Pares      | 244,377 km |
| 4                  | Stephen Mason   | 236,942 km |
| 5                  | Chris Carver    | 231,506 km |
| 6                  | Jim Rogers      | 228,214 km |
| 7                  | John Pearson    | 224,785 km |
| 8                  | Guy Gilbert     | 219,868 km |
| 9                  | Benjamin Scott  | 216,329 km |
| 10                 | Patrick Robbins | 215,818 km |

| Rang               | Athlète                                                  | Distance   |
| ------------------ | -------------------------------------------------------- | ---------- |
| Médaille d'or      | Australie Martin Fryer Jo Blake John Pearson             | 729,825 km |
| Médaille d'argent  | Angleterre Chris Carver Jim Rogers Patrick Robbins       | 675,538 km |
| Médaille de bronze | Écosse Stephen Mason William Sichel Richard Cunningham   | 620,884 km |
| 4                  | Canada Guy Gilbert George Biondic Bruce Bernard Barteaux | 596,689 km |

| Rang               | Athlète                  | Distance   |
| ------------------ | ------------------------ | ---------- |
| Médaille d'or      | Sharon Gayter            | 226,489 km |
| Médaille d'argent  | Vicky Skelton            | 212,683 km |
| Médaille de bronze | Susannah Harvey Jamieson | 202,979 km |
| 4                  | Marie Doke               | 201,631 km |
| 5                  | Valerie Muskett          | 201,431 km |
| 6                  | Meredith Quinlan         | 200,692 km |
| 7                  | Pauline Walker           | 200,183 km |
| 8                  | Sharon Scholz            | 195,252 km |
| 9                  | Vivian Cheng             | 191,708 km |
| 10                 | Charlotte Vasarhelyi     | 190,432 km |

| Rang               | Athlète                                                          | Distance   |
| ------------------ | ---------------------------------------------------------------- | ---------- |
| Médaille d'or      | Angleterre Sharon Gayter Vicky Skelton Marie Doke                | 640,803 km |
| Médaille d'argent  | Australie Susannah Harvey Jamieson Meredith Qinlan Sharon Scholz | 598,923 km |
| Médaille de bronze | Écosse Pauline Walker Lynne Kuz Fiona Rennie                     | 563,262 km |
| 4                  | Canada Charlotte Vasarhelyi Sue Armstrong Sylvie Boisvert        | 535,135 km |

### Course en montagne montée
| Rang               | Athlète                   | Temps       |
| ------------------ | ------------------------- | ----------- |
| Médaille d'or      | Wilson Kipkosgei Chemweno | 50 min 42 s |
| Médaille d'argent  | Jonathan Wyatt            | 51 min 21 s |
| Médaille de bronze | Kris Swanson              | 52 min 49 s |
| 4                  | Orlando Edwards           | 52 min 52 s |
| 5                  | James Walsh               | 53 min 22 s |
| 6                  | Adam Osborne              | 53 min 55 s |
| 7                  | Rob Jebb                  | 54 min 08 s |
| 8                  | Dougal Thorburn           | 54 min 19 s |
| 9                  | James McMullan            | 54 min 30 s |
| 10                 | Robert Quinn              | 54 min 48 s |

| Rang               | Athlète                                                         | Positions |
| ------------------ | --------------------------------------------------------------- | --------- |
| Médaille d'or      | Angleterre Orlando Edwards James Walsh Adam Osborne             | 15        |
| Médaille d'argent  | Nouvelle-Zélande Jonathan Wyatt Dougal Thorburn James Coubrough | 32        |
| Médaille de bronze | Canada Kris Swanson Jason Loutitt Ed McCarthy                   | 39        |
| 4                  | Écosse Robert Quinn Scott McDonald Andrew Liston                | 45        |

| Rang               | Athlète            | Temps       |
| ------------------ | ------------------ | ----------- |
| Médaille d'or      | Anna Frost         | 48 min 06 s |
| Médaille d'argent  | Katie Ingram       | 48 min 43 s |
| Médaille de bronze | Rebecca Robinson   | 49 min 12 s |
| 4                  | Pamela Bundotich   | 49 min 37 s |
| 5                  | Victoria Wilkinson | 49 min 50 s |
| 6                  | Kate Goodhead      | 51 min 05 s |
| 7                  | Angela Mudge       | 51 min 20 s |
| 8                  | Clare Whitehead    | 51 min 54 s |
| 9                  | Jessamy Hosking    | 52 min 38 s |
| 10                 | Nicola Sykes       | 53 min 14 s |

| Rang               | Athlète                                                          | Positions |
| ------------------ | ---------------------------------------------------------------- | --------- |
| Médaille d'or      | Angleterre Katie Ingram Rebecca Robinson Victoria Wilkinson      | 10        |
| Médaille d'argent  | Écosse Angela Mudge Clare Whitehead Sula Young                   | 26        |
| Médaille de bronze | Nouvelle-Zélande Anna Frost Lara Phillips Sarah Biss             | 27        |
| 4                  | Australie Jessamy Hosking Hubertien Wichers Kate Seibold-Crosbie | 46        |

### Course en montagne montée et descente
| Rang               | Athlète                   | Temps       |
| ------------------ | ------------------------- | ----------- |
| Médaille d'or      | Wilson Kipkosgei Chemweno | 47 min 55 s |
| Médaille d'argent  | Adam Grice                | 48 min 12 s |
| Médaille de bronze | Billy Burns               | 49 min 00 s |
| 4                  | Simon Bailey              | 49 min 06 s |
| 5                  | James Coubrough           | 49 min 07 s |
| 6                  | Kris Swanson              | 49 min 26 s |
| 7                  | Josh Brown                | 49 min 44 s |
| 8                  | Joseph Symonds            | 49 min 47 s |
| 9                  | Lloyd Taggart             | 50 min 09 s |
| 10                 | Jason Loutitt             | 50 min 18 s |

| Rang               | Athlète                                                        | Positions |
| ------------------ | -------------------------------------------------------------- | --------- |
| Médaille d'or      | Angleterre Adam Grice Billy Burns Simon Bailey                 | 9         |
| Médaille d'argent  | Nouvelle-Zélande James Coubrough Michael Banks Dougal Thorburn | 32        |
| Médaille de bronze | Canada Kris Swanson Jason Loutitt Ed McCarthy                  | 36        |
| 4                  | Pays de Galles Tim Davies Rob Samuel Richard Roberts           | 41        |

| Rang               | Athlète          | Temps       |
| ------------------ | ---------------- | ----------- |
| Médaille d'or      | Katie Ingram     | 40 min 12 s |
| Médaille d'argent  | Sarah Tunstall   | 41 min 00 s |
| Médaille de bronze | Pamela Bundotich | 41 min 54 s |
| 4                  | Kate Goodhead    | 49 min 37 s |
| 5                  | Angela Mudge     | 42 min 40 s |
| 6                  | Mary Wilkinson   | 43 min 05 s |
| 7                  | Lara Phillips    | 43 min 22 s |
| 8                  | Olivia Walwyn    | 43 min 32 s |
| 9                  | Jessamy Hosking  | 43 min 42 s |
| 10                 | Karen Alexander  | 44 min 08 s |

| Rang               | Athlète                                                          | Positions |
| ------------------ | ---------------------------------------------------------------- | --------- |
| Médaille d'or      | Angleterre Katie Ingram Sarah Tunstall Kate Goodhead             | 7         |
| Médaille d'argent  | Nouvelle-Zélande Lara Phillips Sarah Bliss Melissa Moon          | 32        |
| Médaille de bronze | Écosse Angela Mudge Nicola Meekin Sue Ridley                     | 34        |
| 4                  | Australie Jessamy Hosking Kate Seibold-Crosbie Hubertien Wichers | 46        |

### 100 kilomètres
| Rang               | Athlète          | Temps           |
| ------------------ | ---------------- | --------------- |
| Médaille d'or      | Jez Bragg        | 7 h 04 min 01 s |
| Médaille d'argent  | Matthew Giles    | 7 h 05 min 28 s |
| Médaille de bronze | Matthew Linas    | 7 h 09 min 52 s |
| 4                  | Terence Bell     | 7 h 16 min 56 s |
| 5                  | Timothy Cochrane | 7 h 20 min 49 s |
| 6                  | Grant Jeans      | 7 h 24 min 05 s |
| 7                  | Martin Lukes     | 7 h 28 min 02 s |
| 8                  | Allen Smalls     | 7 h 28 min 19 s |
| 9                  | Brendan Davies   | 7 h 31 min 15 s |
| 10                 | Darren Froese    | 7 h 32 min 33 s |

| Rang               | Athlète                                                | Temps            |
| ------------------ | ------------------------------------------------------ | ---------------- |
| Médaille d'or      | Angleterre Jez Bragg Matthew Giles Matthew Linas       | 21 h 19 min 21 s |
| Médaille d'argent  | Australie Terence Bell Timothy Cochrane Brendan Davies | 22 h 09 min 00 s |
| Médaille de bronze | Écosse Grant Jeans Andrew Rankin Paul Hart             | 23 h 17 min 56 s |
| 4                  | Canada Darren Froese Darin Bentley Hassan Lotfi-Pour   | 23 h 32 min 41 s |

| Rang               | Athlète                  | Temps           |
| ------------------ | ------------------------ | --------------- |
| Médaille d'or      | Jackie Fairweather       | 7 h 41 min 23 s |
| Médaille d'argent  | Emma Gooderham           | 8 h 04 min 09 s |
| Médaille de bronze | Lucy Colquhoun           | 8 h 19 min 45 s |
| 4                  | Angela Sadler            | 8 h 32 min 56 s |
| 5                  | Heather Foundling-Hawker | 8 h 43 min 18 s |
| 6                  | Lisa Leskien             | 8 h 50 min 19 s |
| 7                  | Gail Murdoch             | 8 h 56 min 20 s |
| 8                  | Caroline Pivetta         | 9 h 04 min 02 s |
| 9                  | Isobel Knox              | 9 h 21 min 37 s |
| 10                 | Laurie McGrath           | 9 h 40 min 45 s |

| Rang               | Athlète                                                          | Temps            |
| ------------------ | ---------------------------------------------------------------- | ---------------- |
| Médaille d'or      | Angleterre Emma Gooderham Angela Sadler Heather Foundling-Hawker | 25 h 20 min 23 s |
| Médaille d'argent  | Écosse Lucy Colquhoun Gail Murdoch Isobel Knox                   | 26 h 37 min 42 s |
| Médaille de bronze | Canada Lisa Leskien Laurie McGrath Lise Gagne                    | 29 h 56 min 31 s |
| 4                  | -                                                                | -                |